# Geoffroyus hyacinthinus
Geoffroyus hyacinthinus, "rennellpapegoja", är en fågelart i familjen östpapegojor inom ordningen papegojfåglar.

## Utbredning och systematik
Fågeln förekommer enbart på ön Rennell i södra Salomonöarna. Den betraktas oftast som underart till sångpapegoja (Geoffroyus heteroclitus), men urskiljs sedan 2014 som egen art av Birdlife International, IUCN och Handbook of Birds of the World.

## Status
Den kategoriseras av IUCN som livskraftig.

## Namn
Fågelns vetenskapliga släktesnamn hedrar den franske zoologen Étienne Geoffroy Saint-Hilaire (1772-1844).